# Stellaria obtusa
Stellaria obtusa là loài thực vật có hoa thuộc họ Cẩm chướng. Loài này được Engelm. miêu tả khoa học đầu tiên năm 1882.